# Chirita horsfieldii
Chirita horsfieldii är en tvåhjärtbladig växtart som beskrevs av R. Brown. Chirita horsfieldii ingår i släktet Chirita och familjen Gesneriaceae. Inga underarter finns listade i Catalogue of Life.